# Fred C. Newmeyer
Fred C. Newmeyer (9 de agosto de 1888-24 de abril de 1967) fue un actor y director cinematográfico de nacionalidad estadounidense, activo en la época del cine mudo.

## Biografía
Nacido en Central City, Colorado, es sobre todo conocido por dirigir varios filmes de la serie La Pandilla y por dirigir las películas de Harold Lloyd The Freshman y El tenorio tímido. Newmeyer también dirigió y actuó en otros numerosos cortos cómicos. Así, participó como actor en 71 filmes entre 1914 y 1923.
Newmeyer fue el director original del primer corto de la serie La Pandilla. Sin embargo, el productor Hal Roach rehízo la cinta con Robert F. McGowan como director. Newmeyer, tras dirigir otros muchos cortos de Roach, volvería a la serie de La Pandilla en 1936 para dirigir The Pinch Singer, Arbor Day, Mail and Female y el largometraje General Spanky. Newmeyer codirigió con Sam Taylor el famoso film mudo de Harold Lloyd El hombre mosca (1923).
Newmeyer falleció en 1967 en Woodland Hills, California. Tenía 78 años de edad.

## Selección de su filmografía
- Luke's Shattered Sleep (1916)
- Luke Locates the Loot (1916)
- Luke's Fireworks Fizzle (1916)
- Luke, Rank Impersonator (1916)
- Luke's Movie Muddle (1916)
- Luke's Newsie Knockout (1916)
- Luke, Patient Provider (1916)
- Luke, the Gladiator (1916)
- Luke's Preparedness Preparations (1916)
- Luke, the Chauffeur (1916)
- Luke and the Bang-Tails (1916)
- Luke's Speedy Club Life (1916)
- Luke and the Mermaids (1916)
- Luke Joins the Navy (1916)
- Luke Does the Midway (1916)
- Luke's Lost Lamb (1916)
- Luke, Crystal Gazer (1916)
- Luke Rides Roughshod (1916)
- Luke's Society Mixup (1916)
- Luke's Late Lunchers (1916)
- Luke, the Candy Cut-Up (1916)
- The Big Idea (1917)
- Step Lively (1917)
- Bashful (1917)
- Move On (1917)
- We Never Sleep (1917)
- All Aboard (1917)
- Clubs Are Trump (1917)
- Love, Laughs and Lather (1917)
- Rainbow Island (1917)
- From Laramie to London (1917)
- Birds of a Feather (1917)
- By the Sad Sea Waves (1917)
- Pinched (1917)
- Lonesome Luke Loses Patients (1917)
- Over the Fence (1917)
- Lonesome Luke's Wild Women (1917)
- Lonesome Luke, Messenger (1917)
- Lonesome Luke on Tin Can Alley (1917)
- Two-Gun Gussie (1918)
- It's a Wild Life (1918)
- Pipe the Whiskers (1918)
- The Tip (1918)
- From Hand to Mouth (1919)
- Captain Kidd's Kids (1919)
- Bumping Into Broadway (1919)
- His Only Father (1919)
- Pay Your Dues (1919)
- Count the Votes (1919)
- Soft Money (1919)
- He Leads, Others Follow (1919)
- The Rajah (1919)
- Be My Wife (1919)
- Don't Shove (1919)
- Heap Big Chief (1919)
- Chop Suey & Co. (1919)
- Count Your Change (1919)
- Spring Fever (1919)
- Off the Trolley (1919)
- Swat the Crook (1919)
- Pistols for Breakfast (1919)
- The Marathon (1919)
- Si, Senor (1919)
- Ring Up the Curtain (1919)
- Crack Your Heels (1919)
- Young Mr. Jazz (1919)
- A Sammy in Siberia (1919)
- On the Fire (1919)
- Number, Please? (1920)
- Marinero de agua dulce (1921)
- Dr. Jack (1922)
- El hombre mosca (1923)
- Why Worry? (1923)
- El tenorio tímido (1924)
- Casado y con suegra (1924)
- The Perfect Clown (1925)
- The Freshman (1925)
- Warming Up (1928)
- Queen High (1930)
- The Pinch Singer (1936)
- Arbor Day (1936)
- Mail and Female (1937)